# Via del Borgo

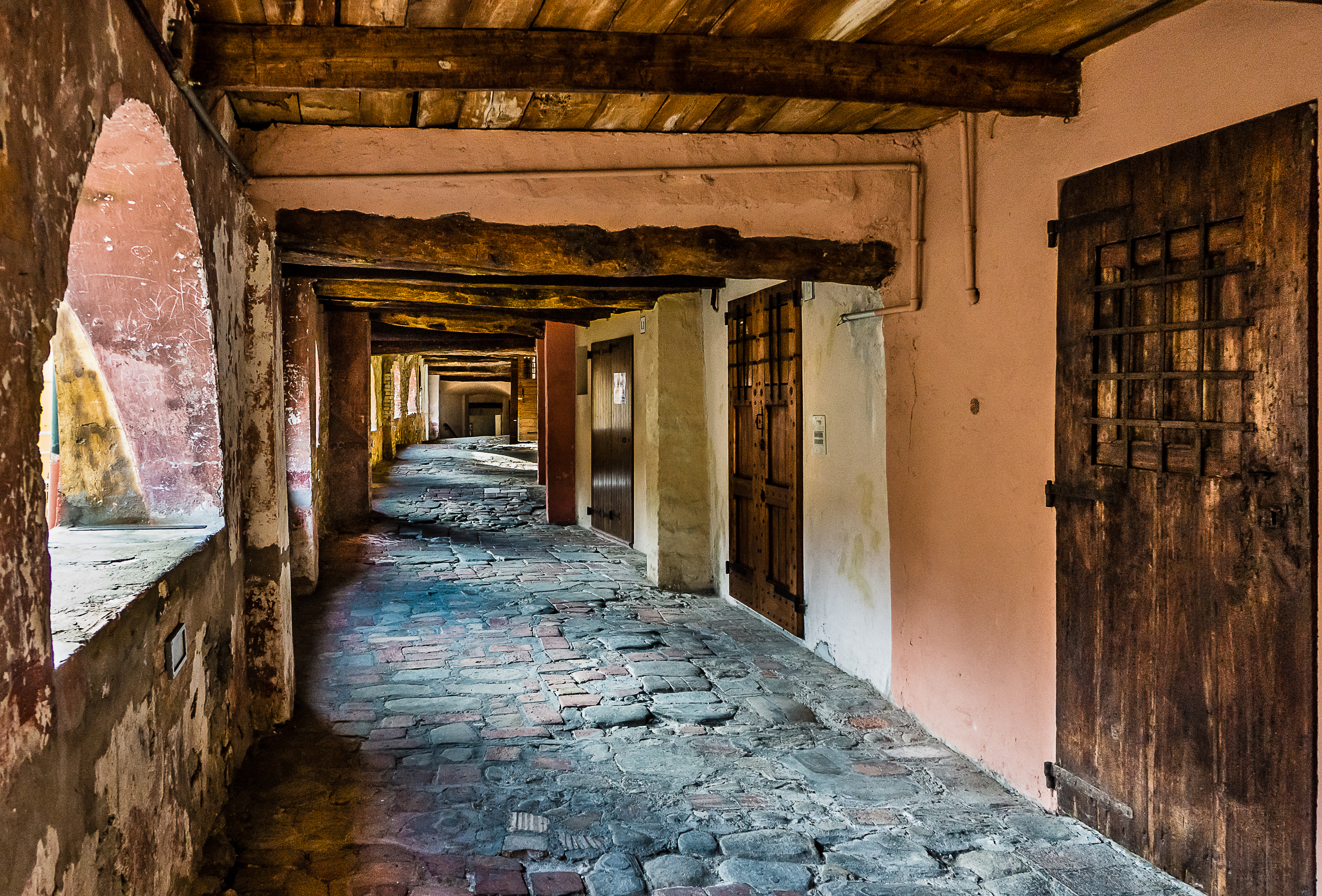
Scorcio di Via del Borgo

La via del Borgo o degli Asini è una strada sopraelevata fiancheggiante Piazza Marconi a Brisighella, in provincia di Ravenna.

## Descrizione
Nata probabilmente nel XIV secolo come baluardo difensivo a protezione del borgo ed originariamente scoperta, veniva utilizzata come camminamento di ronda e via di comunicazione. È storicamente accertato che dalle caratteristiche finestre ad arco i Brisighellesi, soldati di ventura, impedirono nel 1467 a Federico da Montefeltro, duca di Urbino, di penetrare nel villaggio. Quando perse la sua funzione difensiva, fu coperta, inglobata negli edifici adiacenti e usata dai birocciai che abitavano nel quartiere per il trasporto il gesso dalle cave sovrastanti l'abitato per mezzo di asinelli, da cui deriva la seconda denominazione. Le stalle erano situate di fronte agli archi mentre le abitazioni erano locate nei piani superiori. Le birocce, i carri da trasporto, erano sistemati in ambienti scavati nel gesso e accessibili dalla piazza sottostante.
Lungo il percorso una lapide ricorda la nascita in questo quartiere dei fratelli cardinali Gaetano e Amleto Giovanni Cicognani.

## Galleria d'immagini

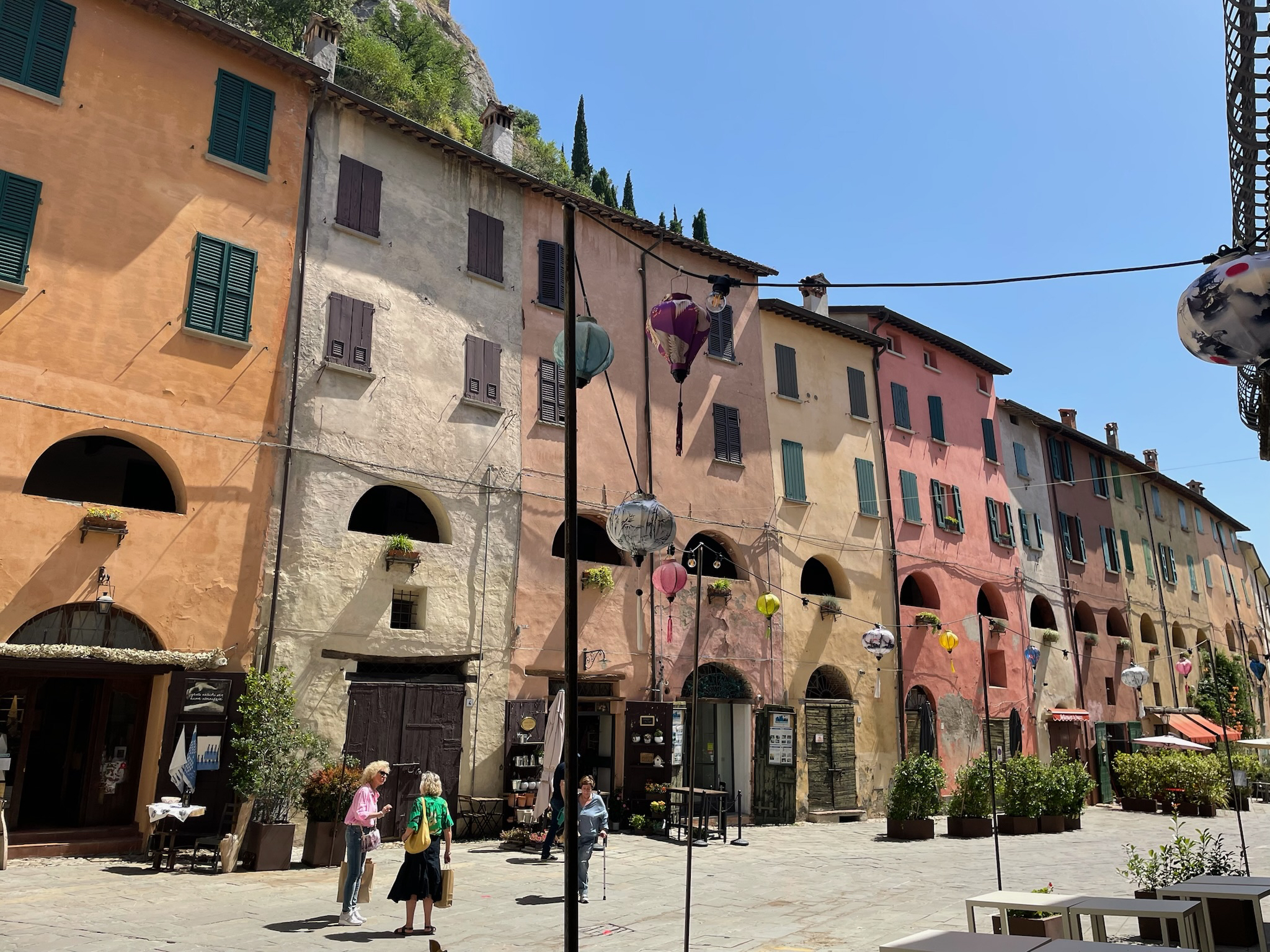
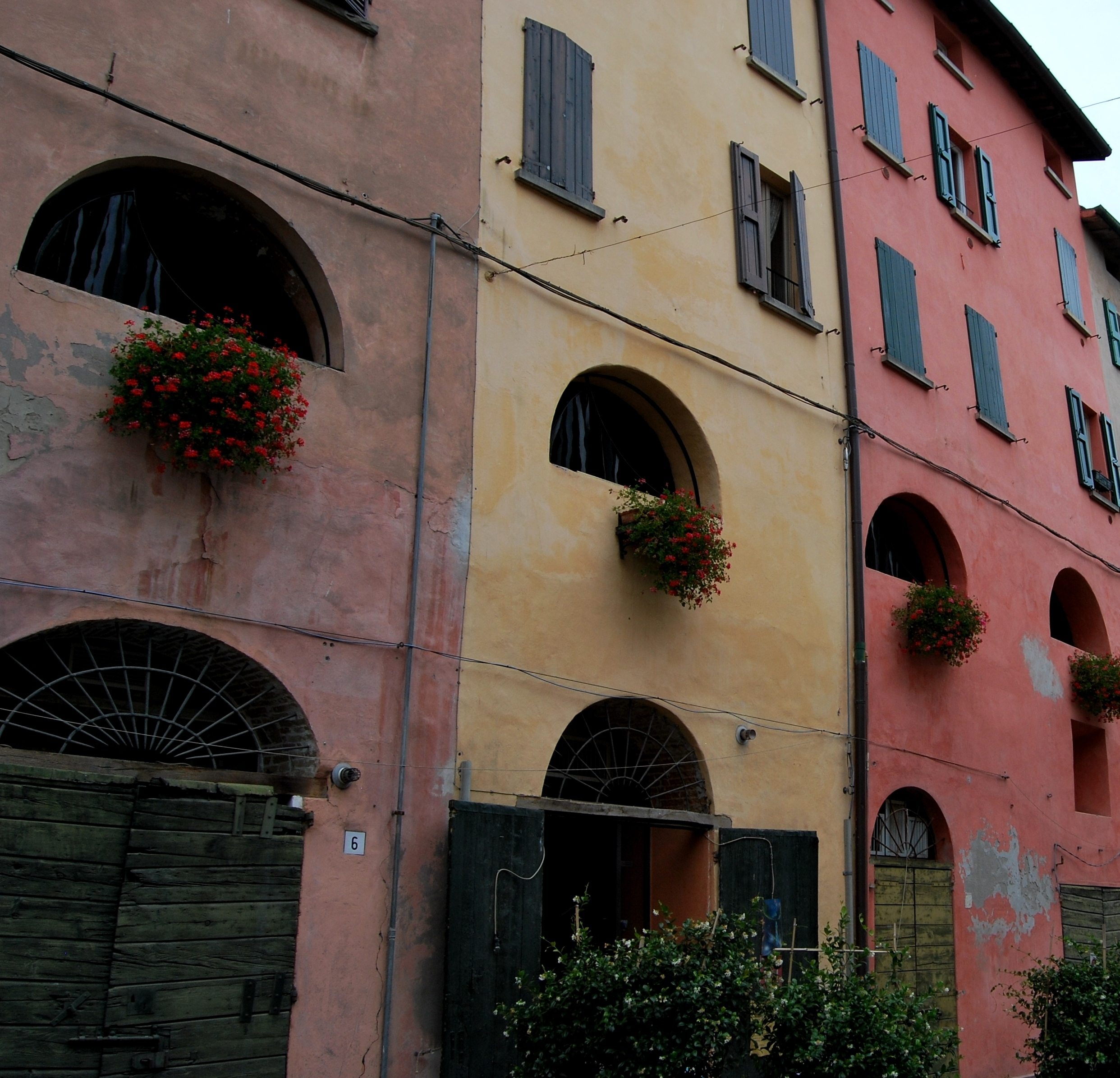
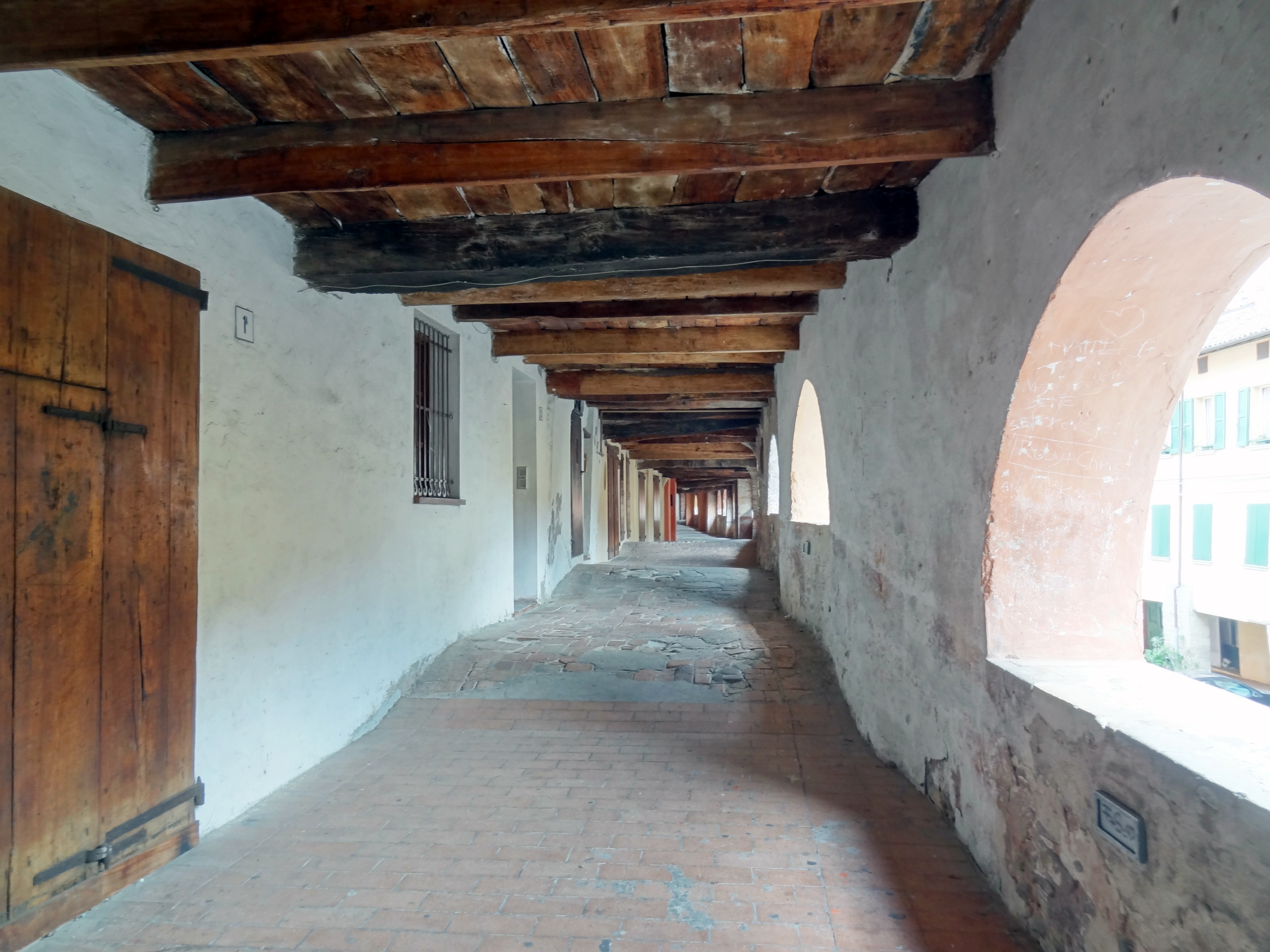
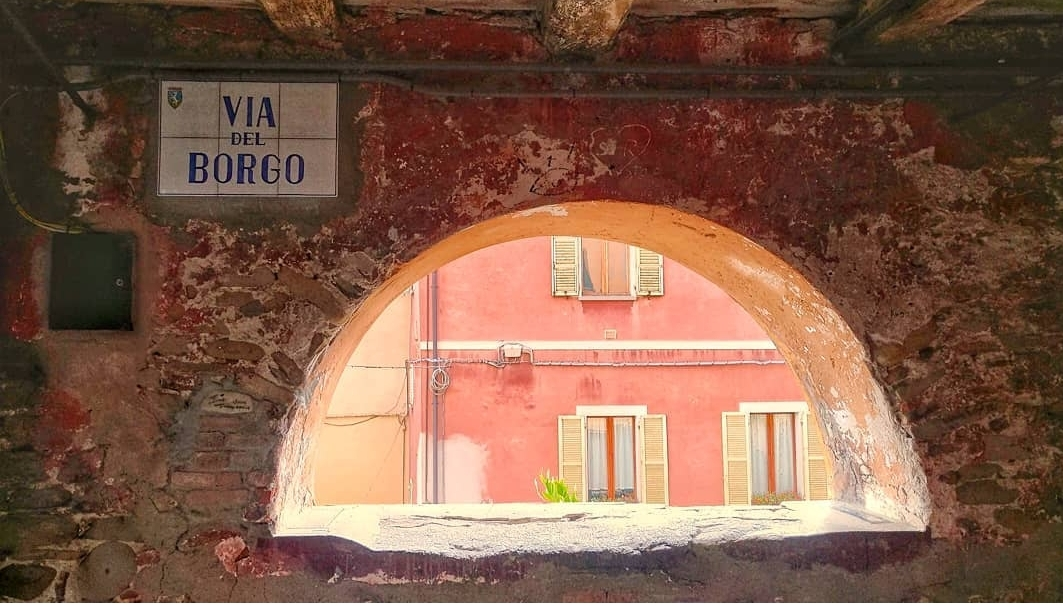